# Трисуття
Трисуття - найдавніший символ Дажбога, головний символ РУНВіри, тризуб, трисил, тридент.
Трисуття є унікальним знаменитим Українським знаком-символом, якого не має жодна нація світу і який несе глибокий закодований зміст — ТРИ СУТНОСТІ, тому і зветься «Трисуття». Це є Дерево Життя, в якому об'єднані Три Суті — Яв, Нав і Прав — міфологічні архетипи слов'янської мудрості.
Трисуття має горизонтальну лінію, яка символізує розділення світу на Явний (над Землею) і Навний (підземний, або захований) світи. Явний світ є життям людини н землі, а Навний є світом пращурів, померлих родичів, мудрістю віків.
Життя народжується із «зерна», яке ніби посаджене у «землю» — змістовно ділить світ між живими і мертвими. Підземна частина зерна Нав — дух предків, із якого виходить, род-иться явне життя Яв — центральний росток у Трисутності. Це явне життя направляється з двох сторін складною структурою Прав — законів, правди життя. Прав є направляючою сутністю, яка ніби виростає із досвіду і мудрості пращурів Нав і яка є непохитна, як два ножі, що направляють Яв-не життя.»